# Louis Hjelmslev
Louis Hjelmslev (3. října 1899 Kodaň – 30. května 1965 Kodaň) byl dánský lingvista a přední představitel dánské strukturalistické školy. Studoval komparativní lingvistiku v Kodani, Praze a Paříži. Výrazně jej ovlivnily myšlenky Pražského lingvistického kroužku. Je považován za zakladatele glosématiky.